# Crematogaster lobata
Crematogaster lobata är en myrart som beskrevs av Carlo Emery 1895. Crematogaster lobata ingår i släktet Crematogaster och familjen myror.

## Underarter
Arten delas in i följande underarter:
- C. l. lobata
- C. l. pacifica

## Bildgalleri

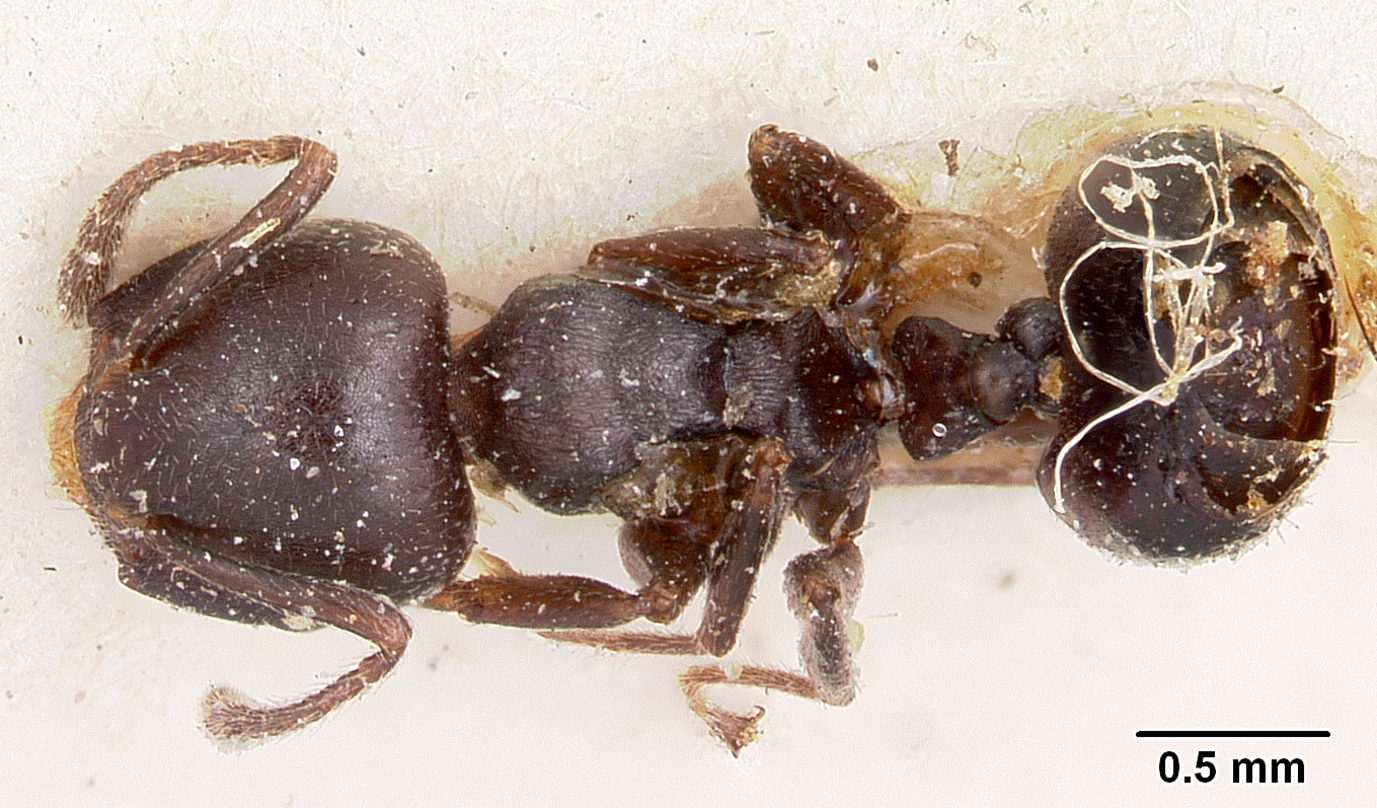
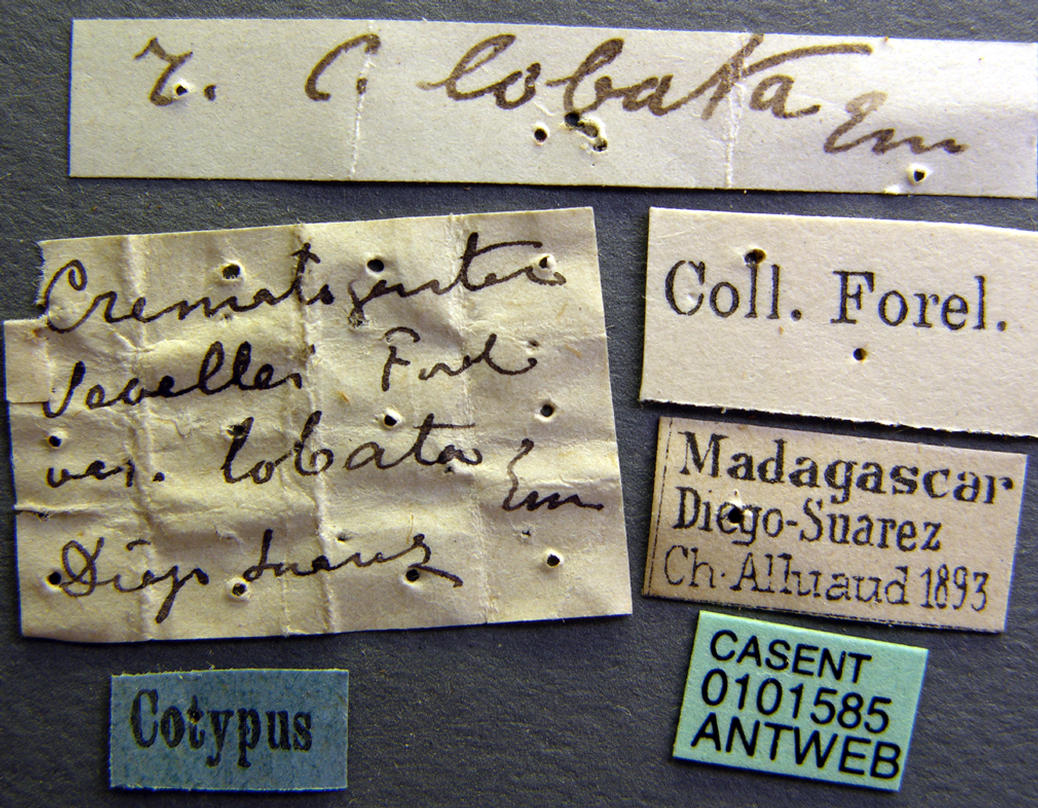
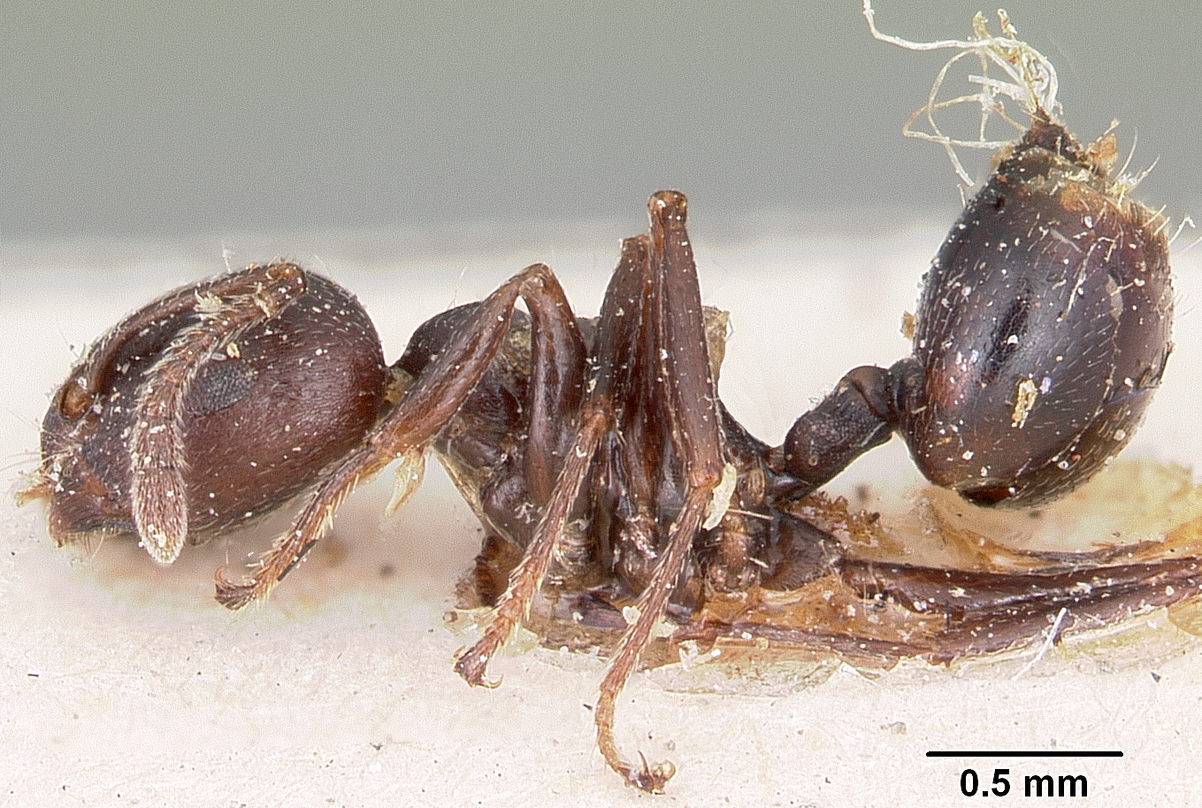
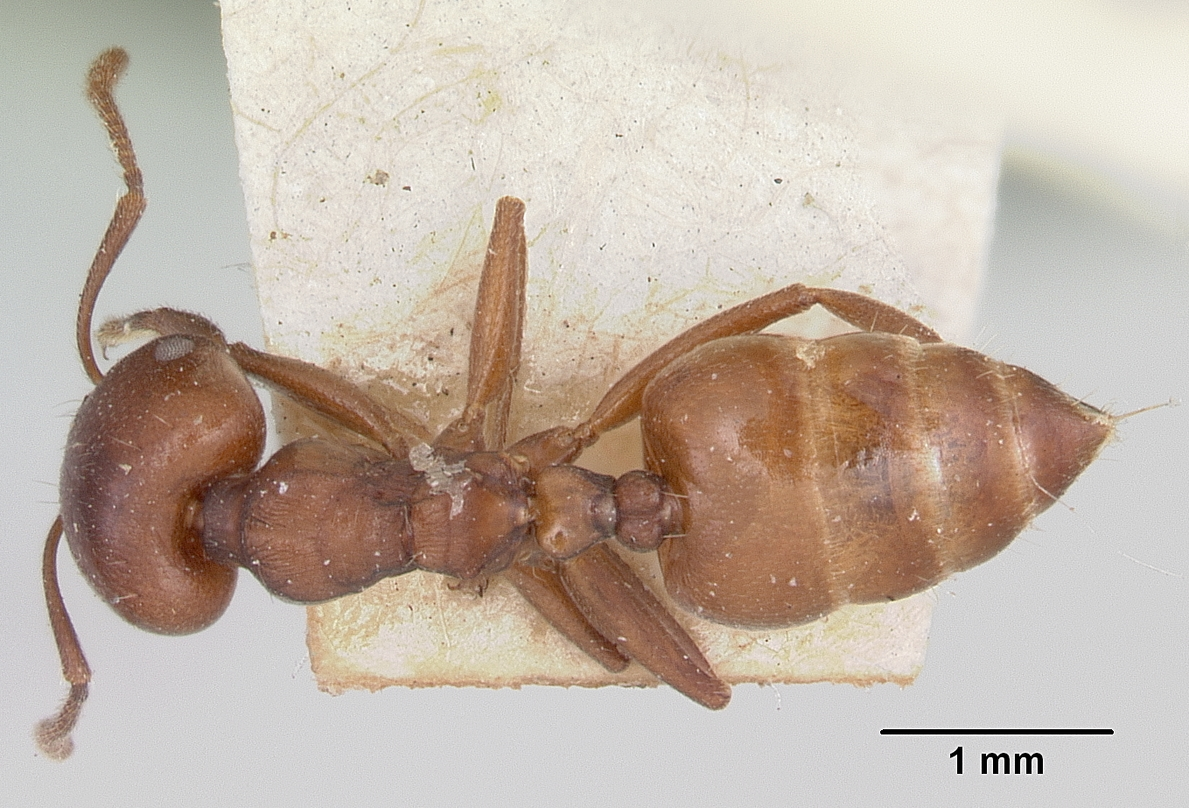
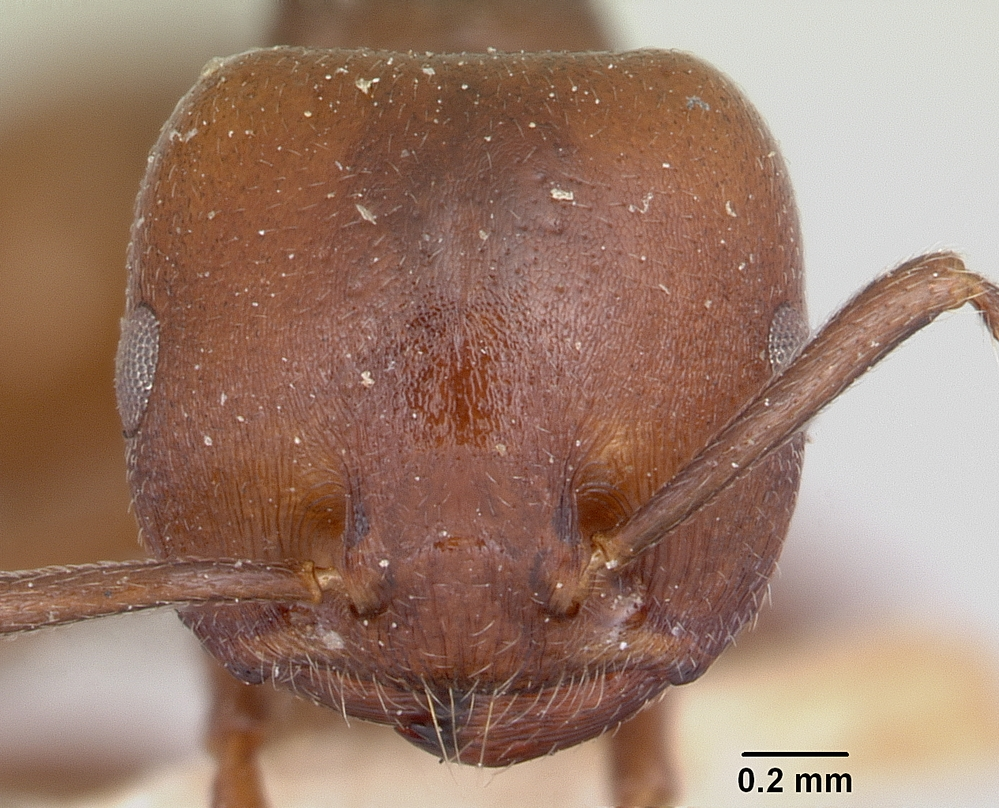
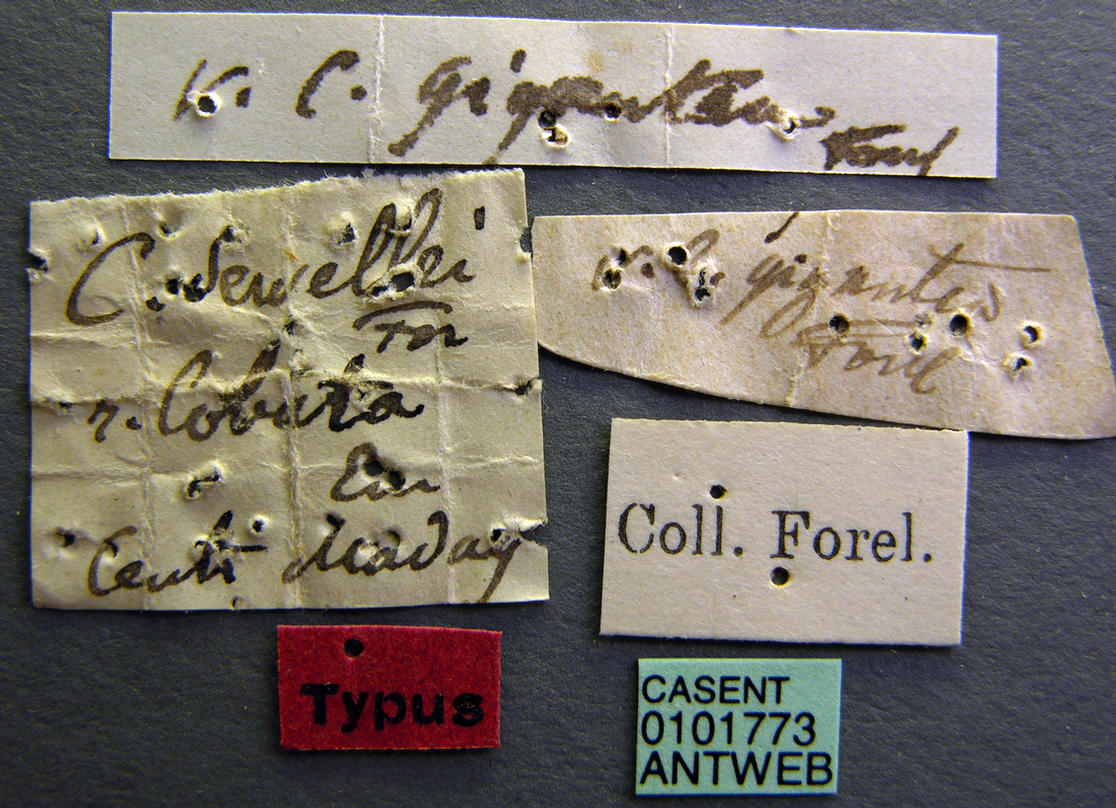